# 盛岡市立渋民中学校
盛岡市立渋民中学校（もりおかしりつしぶたみちゅうがっこう）は、岩手県盛岡市下田にある公立中学校。

## 沿革

### 経緯
盛岡市立渋民中学校は、1984年4月に、旧渋民中学校、生出中学校を統合し、玉山村立渋民中学校が設立された。2006年1月10日の盛岡市との編入合併により、2006年3月に盛岡市立渋民中学校に名称変更された。

### 年表
出典：
- 1984年4月 - 旧渋民中学校、生出中学校を統合し「玉山村立渋民中学校」設立
- 1984年9月 - 校歌・校章制定
- 2006年3月 - 盛岡市との合併に伴い盛岡市立立渋民中学校と名称変更

## 学校行事
出典：
- 04月 - 新任式、始業式、入学式、家庭訪問、修学旅行
- 05月 - 生徒総会、体育祭、芸術鑑賞
- 06月 - 初夏の連合音楽会、市特別支援合同運動会
- 07月 - 2年函館研修、1年遠足、終業式
- 08月 - 始業式
- 09月 - 市中陸上、市中駅伝
- 10月 - 生徒会役員選挙、渋中祭
- 11月 - 秋の連合音楽会、市特別支援合同作品展
- 12月 - 終業式
- 01月 - 始業式、啄木カルタ会
- 02月 - 新入生説明会
- 03月 - 3年生を送る会、修了式、卒業式、離任式

## 学区内の施設
- 盛岡市渋民運動公園

## 交通
- いわて銀河鉄道線盛岡駅東口、またはいわて沼宮内駅より以下の路線を利用。
  - 岩手県北バス　「B11」「B12」
  - JRバス東北　「白樺号」
- いわて銀河鉄道線好摩駅、または盛岡バスセンターより岩手県北バス「B41」

以上の路線で、「啄木記念館前」下車。徒歩15分。

## 関係者

### 校歌
- 作詞 - 工藤節郎
- 作曲 - 竹田伊三郎